# Саша Джафри
Саша Джефри (Sacha Jafri) — британский художник. Он известен тем, что среди его заказчиков Леонардо Ди Каприо, Мадонна и Барак Обама.
В марте 2021 года он продал самую большую в мире картину на холсте «Путешествие человечества» (The Journey of Humanity) на аукционе в Дубае. За полотно удалось выручить 62 миллиона долларов.
Общая площадь полотна — почти 1600 квадратных метров. Это сопоставимо с четырьмя баскетбольными площадками, отмечает The Guardian. «Путешествие человечества» официально занесено в Книгу рекордов Гиннесса как самая большая картина в мире.
Известно, что Саша работал над ним в дубайском отеле Atlantis на протяжении семи месяцев. В картине использовалось рисунки детей из 140 стран мира, которые ему прислали онлайн. При работе художник использовал 1065 кисточек и 6300 литров краски.
Сначала художник хотел разделить картину на 70 частей, чтобы распродать на разных аукционах. Планировалось выручить порядка 30 миллионов долларов. А деньги направить на благотворительность. По словам Джафри, таким жестом они надеялись «спасти жизни 200 миллионов детей и дать им шанс изменить мир… Мы хотим, чтобы у каждого ребенка была возможность получать образование через интернет. Наша цель — сделать интернет доступным для тех, кто живет в самых бедных странах».
Но картину удалось продать полностью — покупателем стал проживающий в Дубае француз Андре Абдун — руководитель компании, специализирующейся на криптовалюте.
Как и планировалось, все вырученные от продажи средства пойдут в Детский фонд ООН (ЮНИСЕФ), ЮНЕСКО, фонд Global Gift Foundation и Dubai Cares.
Известно, что работа над произведениями повлияла на здоровье художника — у него диагностировали две грыжи позвоночника. 
16 июля 2021 года произведение Джафри «На крыльях ангела» установило рекорд скорости продажи NFT — 1500 открытых изданий картины были проданы с аукциона на ежегодном Каннском гала-концерте amfAR за 750 000 евро за 45 секунд, все средства направлены на исследовательские программы amfAR по борьбе со СПИДом.
В 2022 году сотрудничал с Rolls-Royce в разработке моделей Rolls-Royce Phantom Series II под названием The Six Elements. В рамках проекта к каждому из шести автомобилей прилагались уникальные невзаимозаменяемые токены NFT с объектами цифрового искусства, при продаже которых все вырученные деньги должны поступить на цифровой кошелёк для сбора средств на благотворительные проекты.
В феврале 2022 года на ЭКСПО-2020 в Дубае представил свою работу «Восстанем вместе со светом Луны», представляющую собой пластину из алюминия и золота с нанесёнными лазером узорами, которая выдерживает температуры от –173 °C до +123 °C. Картина должна была отправиться в конце года в космос и стать первым официальным произведением искусства, доставленным на Луну в рамках проекта НАСА Commercial Lunar Payload Services, первой в истории коммерческой миссии на Луну.